# Plebs (série télévisée)
Pour les articles homonymes, voir Plebs.
Plebs est une série télévisée britannique de comédie fantaisiste en 38 épisodes de 25 minutes, suivi d'un spécial, créée par Tom Basden et Sam Leifer et diffusée entre le 25 mars 2013 et le 8 décembre 2022 sur ITV2.
Cette série est inédite dans tous les pays francophones.

## Synopsis
La série suit les aventures de deux amis, Marcus et Stylax ainsi que Grumio, l'esclave paresseux de Marcus. Marcus et Stylax partagent un appartement en banlieue, travaillent comme copieur et déchiqueteur dans un bureau dirigé par une patronne autoritaire et snob, Flavia, tentent de se faire une place dans la société et rêvent aux filles. Stylax cherche sans cesse à multiplier les aventures sexuelles et se faire inviter dans les soirées à la mode. Marcus, plus réservé, souvent malchanceux, espère séduire une jeune bretonne, tout juste arrivée de son île natale et qui s'est installée avec son esclave Metella dans l'appartement voisin. 
La série joue systématiquement sur les anachronismes et la transposition des réalités, interrogations et problèmes du monde actuel. 

## Distribution
- Tom Rosenthal : Marcus Phillipus Valerius Gallo
- Joel Fry : Stylax Rufus Eurisces (saisons 1 à 3)
- Ryan Sampson (en) : Grumio
- Sophie Colquhoun (en) : Cynthia (saisons 1 et 2)
- Lydia Rose Bewley (en) : Metella (saisons 1 et 2)
- Doon Mackichan (en) : Flavia
- Tom Basden (en) : Aurelius
- Karl Theobald : le propriétaire des appartements

## Production
Les deux premiers épisodes de la saison 1 ont été diffusés le 25 mars 2013 sur ITV2, suivis de quatre autres épisodes à un rythme hebdomadaire. Une deuxième saison de huit épisodes a été diffusée sur les écrans britanniques à partir du 22 septembre 2014. ITV2 a donné son feu vert le 20 mars 2015 pour la production d'une troisième saison, dont les deux premiers épisodes ont été diffusés le 4 avril 2016. Les six autres épisodes sont ensuite diffusés chaque lundi soir. ITV a annoncé la production d'une quatrième saison comportant huit épisodes dont le tournage commencera en août 2017 pour une diffusion début 2018.

## Distinctions

### Nominations
- British Academy Television Awards 2014 : meilleure performance féminine dans un rôle comique pour Doon Mackichan